# Plesiochrysa elongata
Plesiochrysa elongata is een insect uit de familie van de gaasvliegen (Chrysopidae), die tot de orde netvleugeligen (Neuroptera) behoort. 
Plesiochrysa elongata is voor het eerst wetenschappelijk beschreven door Navás in 1913.